# Klarna
Klarna Group plc, powszechnie określane jako Klarna – szwedzki  fintech świadczący internetowe usługi finansowe. Przedsiębiorstwo oferuje usługi przetwarzania płatności dla branży e-commerce, zarządzając roszczeniami sklepów i płatnościami klientów. Świadczy usługi typu kup teraz, zapłać później.
Firma zatrudnia ponad 5000 pracowników, z których większość pracuje w centrali w Sztokholmie oraz w biurach w Berlinie. W 2021 roku firma obsłużyła sprzedaż internetową o wartości około 80 miliardów dolarów amerykańskich.
Klarna początkowo planowała wejście na amerykańską giełdę w kwietniu 2025 roku, a jej wycena miała wynieść 15 miliardów dolarów. Ta wycena stanowiła około jednej trzeciej szczytowej wartości 45,6 miliarda dolarów z 2021 roku. Klarna opóźniła złożenie dokumentów do IPO w wyniku wojny handlowej Stanów Zjednoczonych z Kanadą i Meksykiem w 2025 roku.

## Historia
Trzej założyciele, Sebastian Siemiątkowski, Niklas Adalberth i Victor Jacobsson, założyli Klarnę w 2005 roku po udziale w corocznym konkursie przedsiębiorczości organizowanym przez Wyższą Szkołę Handlową w Sztokholmie. Anioł biznesu Jane Walerud zainwestowała w ich firmę i skontaktowała ich z zespołem programistów.
W 2007 roku firma venture capital Investment AB Öresund zainwestowała w spółkę. Trzy lata później Klarna zaczęła oferować swoje usługi w Norwegii, Finlandii, Danii, Niemczech i Holandii. Otrzymali także inwestycję od Sequoia Capital i zwiększyli swoje przychody o ponad 80%, do 54 milionów dolarów amerykańskich (~400 milionów koron szwedzkich). W 2011 roku brytyjska gazeta The Telegraph wymieniła Klarnę jako jedną ze 100 najbardziej obiecujących młodych firm technologicznych w Europie.
W 2011 roku General Atlantic poprowadziła rundę inwestycyjną o wartości 155 milionów dolarów, do której dołączyła także DST Global. Dyrektor zarządzający General Atlantic, Anton Levy, dołączył do zarządu. W maju 2011 roku Klarna przejęła izraelską firmę Analyzd, która świadczyła usługi w zakresie zarządzania ryzykiem i zapobiegania oszustwom.
Na rok 2011 około 40% wszystkich sprzedaży e-commerce w Szwecji odbywało się za pośrednictwem Klarny.
W 2013 roku Klarna i niemiecka firma Sofort AG połączyły się, tworząc Klarna Group.
Klarna zadebiutowała w Stanach Zjednoczonych we wrześniu 2015 roku, a rynek amerykański stał się jej głównym celem dalszego rozwoju po nawiązaniu ekskluzywnego partnerstwa z luksusową siecią domów towarowych Macy’s. W tym samym roku minister przedsiębiorczości i innowacji Mikael Damberg nazwał Klarnę jednym z „pięciu jednorożców” Szwecji, mając na myśli startupy, którym udało się odnieść sukces i przyciągnąć międzynarodowe inwestycje. Pozostałe cztery firmy to Spotify, Mojang, Skype i King.
We wrześniu 2018 roku Klarna przejęła Close Brothers Retail Finance od brytyjskiej grupy Close Brothers Group.
W 2019 roku Klarna pozyskała 460 milionów dolarów na rozwój działalności w Stanach Zjednoczonych, przy udziale takich podmiotów jak Dragoneer Investment Group, Commonwealth Bank of Australia, HMI Capital, Merian Chrysalis Investment Company Limited i innych. Ta runda finansowania wyceniła firmę na 5,5 miliarda dolarów, czyniąc Klarnę największym start-upem fintechowym w Europie. W 2020 roku Klarna przejęła Nuji, platformę handlową z ofertą mody i produktów lifestyle’owych.
W 2020 roku Ant Financial, spółka zależna chińskiej firmy e-commerce Alibaba zajmująca się płatnościami, zainwestowała w Klarnę w ramach partnerstwa pomiędzy obiema firmami.
W czerwcu 2021 roku Klarna pozyskała 639 milionów dolarów w rundzie finansowania prowadzonej przez Vision Fund 2 należący do SoftBank Group, co zwiększyło wycenę firmy do 45,6 miliarda dolarów.
W lipcu 2021 roku Klarna przejęła Stocard, aplikację do przechowywania kart lojalnościowych.
W listopadzie 2021 roku Klarna wprowadziła swoją fizyczną kartę, która umożliwiała dokonywanie zakupów w nieoprocentowanych ratach. W styczniu 2022 roku Klarna uruchomiła swoją fizyczną kartę w Wielkiej Brytanii. W tym samym miesiącu na liście oczekujących znajdowało się 400 000 użytkowników.
W 2021 roku firma była najcenniejszą prywatną spółką technologiczną w Europie, z wyceną na poziomie 45,6 miliarda dolarów. Jednak w 2022 roku jej wycena spadła do 6,7 miliarda dolarów po trudnościach z pozyskaniem dodatkowych inwestycji zewnętrznych.
W marcu 2022 roku Klarna przejęła PriceRunner, firmę oferującą porównania cen produktów.
W maju 2022 roku Klarna zwolniła około 10% swoich pracowników.
W czerwcu 2022 roku Klarna ogłosiła nawiązanie współpracy z wystawcą kart Marqeta w celu wprowadzenia fizycznych kart Visa na rynek amerykański.
W lipcu 2022 roku Klarna pozyskała 800 milionów dolarów finansowania przy wycenie wynoszącej 6,7 miliarda dolarów. Jej wycena spadła o 85% w ciągu roku, co wpisuje się w trend spadających wycen nierentownych firm technologicznych. Klarna poniosła stratę w wysokości 580 milionów dolarów między styczniem a lipcem 2022 roku. We wrześniu tego samego roku firma ogłosiła plany zwolnienia kolejnych 100 pracowników. Decyzja ta była następstwem rewizji budżetu w związku ze spadkiem wyceny i ogłoszonymi stratami.
Od września 2022 roku Klarna oferuje hiszpańskim klientom konta oszczędnościowe i lokaty za pośrednictwem Raisin Bank.
W październiku 2022 roku firma uruchomiła nową aplikację „Klarna Creator” umożliwiającą sprzedawcom i influencerom współpracę przy kampaniach reklamowych oraz śledzenie swoich zarobków.
W styczniu 2024 roku firma ogłosiła plan wprowadzenia miesięcznego abonamentu w związku z planowaną ofertą publiczną akcji później w tym samym roku. Użytkownicy usługi, nazwanej Klarna Plus, mieliby otrzymywać podwójną liczbę standardowych punktów lojalnościowych, uzyskać dostęp do wybranych zniżek u partnerów takich jak Nike i Instacart, a także być zwolnieni z opłat za korzystanie z jednorazowej karty Klarna (Klarna One Time Card). Miesięczna opłata miałaby wynosić 7,99 USD, w przeciwieństwie do typowych opłat 1-2 USD przy korzystaniu z usługi poza siecią, np. w sklepach Walmart lub Costco. Dyrektor ds. marketingu firmy, David Sandstrom, poinformował również o planach uruchomienia wysokooprocentowanego konta oszczędnościowego w USA, z możliwością oferowania subskrybentom wyższych odsetek niż pozostałym użytkownikom.
W lutym 2024 roku Klarna ogłosiła, że sztuczna inteligencja zastąpiła 700 pracowników firmy, co stanowiło około 10% ówczesnej kadry.
W listopadzie 2024 roku Klarna złożyła wniosek o pierwszą ofertę publiczną (IPO) w Stanach Zjednoczonych. W lutym 2025 roku wycena Klarny została oszacowana na 15 miliardów dolarów. W marcu 2025 roku Klarna złożyła prospekt emisyjny z planem wejścia na giełdę nowojorską (New York Stock Exchange) pod symbolem giełdowym KLAR.
W kwietniu 2025 roku Klarna wstrzymała plany wejścia na giełdę w Stanach Zjednoczonych z powodu niestabilności rynkowej wywołanej nową polityką celną Donalda Trumpa, która wstrząsnęła rynkami na całym świecie. Klarna planowała pozyskać ponad 1 miliard dolarów przy wycenie przekraczającej 15 miliardów dolarów. Choć rynek IPO zaczął wykazywać oznaki ożywienia w 2025 roku, ostatnie debiuty, takie jak Venture Global i CoreWeave, spotkały się z mieszanym odbiorem. Analitycy rynkowi wskazują, że taka niestabilność często skłania firmy do opóźniania debiutów giełdowych. Do końca 2024 roku Klarna miała 93 miliony użytkowników w 26 krajach, a jej wycena spadła ze szczytowego poziomu 45,6 miliarda dolarów w 2021 roku, gdy wydatki online zaczęły maleć po pandemii.
W czerwcu 2025 roku Klarna ogłosiła, że uruchomi pilotażowy program karty debetowej na rynku amerykańskim, poprzedzający pełne wdrożenie w Europie. Karta Klarna umożliwi użytkownikom dostęp do środków objętych ubezpieczeniem FDIC oraz do usług odroczonej płatności oferowanych przez Klarnę.